# Pterotiltus hollisi
Pterotiltus hollisi är en insektsart som beskrevs av David M. Rowell 2005. Pterotiltus hollisi ingår i släktet Pterotiltus och familjen gräshoppor. Inga underarter finns listade i Catalogue of Life.